# Taube
Taube eller tidigare Tuve, är en uradlig släkt, som naturaliserats i Sverige. Flera grenar i Sverige har stigit till högre adliga värdigheter, med bibehållet namn eller med namntillägg. I Sverige uttalas namnet vanligen på det franska sättet eller som tåb. I Finland uttalar somliga medlemmar av den på Finlands riddarhus introducerade adliga ätten nr 60 Taube sitt släktnamn som /'taube/ ("gamla sättet"), andra däremot säger som i Sverige (tåb).

## Ättens äldsta historia
Ätten är belagd från 1300-talet i Estland och Livland, och kom tidigt att bli månghövdad varför alla genealogiska samband mellan de olika ätterna med namnet inte alltid är klart. Det finns också en släkttradition, återgiven i ingressen till Anreps ättartavlor, som gör gällande att ätten ska komma från Paderborn i Westfalen, och att den förste omnämnde ättmedlemmen var riddaren von Duve i Livländska Ordensriddarna. En gren blev tysk-romerska riksfriherrar och riksgrevar.

## Ättens svenska historia

### Ätten Taube nr 734 och dess grenar
Arndt Tuve (levde 1508) till Majdel i Jördens socken i Estland och arvherre till Odenkat är den äldste belagde stamfadern till den svenska adelsätten Taube, där varje led är fastställt. Hans sonsons son Berndt Taube till Majdel var livländsk riddare, överste och lantråd, och enligt Anrep gift med Cunigunda von Yxkull. Deras son Fredrik Taube, herre till Isenhoff, var estländsk landshauptman, och fick med Johanna von Fittinghoff sonen Edvard (Evert) Taube (död omkring 1692) till Odenkat.
Denne Edvard Taube till Odenkat ses som stamfader till den svenska adelsätten. Han var överste för livländska adelsfanan och Torstenssons Dragonregemente, och gift med Elisabeth Wrangel av huset Sauss. År 1668 naturaliserades han som svensk adelsman på Stockholms slott, och ätten introducerades på nummer 734 samma år på Sveriges riddarhus.
Dottern Anna Dorotha Taube gifte sig von Saltza och dottern Ebba Rehbinder. En av sönerna, Fredrik Evert Taube, upphöjdes till friherre med namnet Taube af Odenkat.
Den adliga ätten fortlevde på svärdssidan med två grenar, varav en, utgående från majoren Edvard Johan Taube, slocknade på svärdssidan 1785. Den andra grenen, som fortlever, utgår från dennes bror ryttmästaren Claës Johan Taube till Isen. Hans första hustru hette Helena Zöge von Manteuffel och den andra Anna Catharina Wernsköld vars mor tillhörde adelsätten Bure. Från första äktenskapet fortlevde ätten på svärdssidan med två söner, Otto Ernst och Wolter Ludvig Taube. Från det andra äktenskapet fortlevde ätten med Jacob Rudolf Taube.

#### Otto Ernst Taubes gren
Otto Ernst Taube var överstelöjtnant och gift tre gånger varav hans ätt fortlevde på svärdssidan med söner ur hans första äktenskap, med Maria Elisabeth Ehrenrooth vars mor tillhörde ätten Uggla nr 100. En gren av denna besatt fideikommisset Prestkulla i Nyland, och immatrikulerades på Finlands riddarhus under nr 60.
Den i Sverige fortlevande ätten utgår från Otto Ernst Taubes äldste son, översten Johan Reinhold Taube vid Södra Skånska kavalleriet och riddare av Svärdsorden, som skrev sig till Hermannsaari. Dennes hustru friherrinnan Elisabeth Armfelt var Bureättling, bland annat genom sin mormorsmor Elisabeth von Günthersberch.
En medlem av denna gren var Otto Taube.

#### Wolter Ludvig Taubes gren
Wolter Ludvig Taube var kapten vid Björneborgs regemente och gift Freidenfelt. Hans sonson Adam Ludvig immatrikulerades på Finlands riddarhus på nummer 60, och den grenen kom att bosätta sig i Finland. I Sverige fortlevde grenen genom en yngre son till Wolter Ludvig Taube, fänriken Christoffer Reinhold Taube.
En yngre gren av sistnämnda utgår från Arvid Joachim Taube som 1810 var överste i Armén och i Västerbottens regemente. En av hans söner, Otto Reinhold Taube, arbetade i tullen och med kustuppsyn i Umeå och Haparanda, samt var gift med Bureättlingen Fredrika Kjellerstedt; dessa var farfar och farmor till Evert Taube.
Till denna gren hör också Sven-Bertil Taube, Astri Taube (ingift), Axel Taube, Mathias Taube, Aino Taube, kocken Jesper Taube och operasångaren Jesper Taube.

#### Jacob Rudolf Taubes gren
Bureättlingen Jacob Rudolf Taube var major och riddare av Svärdsorden. Hans gren fortlevde till början av 1800-talet.

#### Grevliga ätten Taube nr 112
Fredrik Evert Taube upphöjdes enligt ovan till friherre med namnet Taube af Odenkat. Med sin hustru Beata Wrangel af Adinal fick han flera söner som förde den friherrliga ätten på svärdssidan. En av deras söner var riksrådet Edvard Didrik Taube, som år 1734 upphöjdes till greve. Ätten introducerades 1802 på nummer 112.
Edvard Didrik Taube var gift med Christina Maria Falkenberg af Trystorp, dotter till Henrik Falkenberg och friherrinnan Christina Maria Kruse af Kajbala. Några av deras barn var Hedvig Taube, Catharina Charlotta De la Gardie, Didrik Henrik Taube. En yngre medlem av ätten, Fredrika Aurora Taube, blev stammoder till De Geer af Finspång.
Arvid Taube tillhörde denna gren.

### Taube af Karlö
Utan känt samband med de övriga ätterna Taube, är Taube af Karlö, som skriver sig von Taube. Ätten levde länge i Estland men återkom till Sverige 1953, och har återupptagits på Sveriges riddarhus.

### Taube af Kuddinge
Likaså utan känt samband med övriga är Taube af Kuddinge, som sedermera upphöjdes till greve Taube nr 62.

#### Grevliga ätten Taube nr 62
Grevliga ätten Taube nr 62 var en gren av den friherrliga ätten Taube af Kuddinge, som slocknade på svärdssidan ett par årtionden in på 1900-talet.

### Taube af Zeswägen
Georg Johan Taube af Zeswägen naturaliserades 1680 som svensk adelsman och introducerades på nummer 78. Dock är inget känt om honom, vare sig om han var gift eller om han fick efterkommande.